# El Carmen, Santiago Miahuatlán
El Carmen är en ort i Mexiko.   Den ligger i kommunen Santiago Miahuatlán och delstaten Puebla, i den sydöstra delen av landet, 200 km sydost om huvudstaden Mexico City. El Carmen ligger 1 904 meter över havet och antalet invånare är 123.
Terrängen runt El Carmen är kuperad åt nordost, men åt sydväst är den platt. Runt El Carmen är det tätbefolkat, med 442 invånare per kvadratkilometer. Närmaste större samhälle är Tehuacán, 15,3 km söder om El Carmen. I omgivningarna runt El Carmen växer huvudsakligen savannskog.